# Belle Glade Camp
Belle Glade Camp è stato un census-designated place (CDP) degli Stati Uniti d'America, situato in Florida, nella contea di Palm Beach.